# Harry Mehlhose
Harry Mehlhose (* 15. Januar 1914 in Berlin; † 29. Juni 1976 ebenda) war ein deutscher Mittelstreckenläufer.

## Biografie
Bei den Olympischen Spielen 1936 in Berlin trat Mehlhose über 1500 Meter an, schied allerdings im Vorlauf aus.
Harry Mehlhose wurde 1937 und 1939 Deutscher Meister über 1500 Meter. Mit der 3-mal-1000-Meter-Staffel konnte er sich 1938, 1940 und 1942 die Deutsche Meisterschaft sichern.